# Itacuruba Sport Club
O Itacuruba Sport Club (conhecido apenas por Itacuruba e cujo acrônimo é ISC) é uma associação esportiva brasileira fundada em 1987 no município de Itacuruba, no interior de Pernambuco. No futebol é um dos clubes mais bem sucedidos do interior do estado, pelo fato de conseguir uma marca histórica. Em menos de três anos, o clube conseguiu dois acessos (campeão da série A3 e da série A2 no ano seguinte) no campeonato estadual e pode disputar um campeonato nacional, terminando a competição ente os 23 melhores colocados na classificação geral. 
Desde sua profissionalização, o clube alcançou bons números em suas três décadas, como uma quarta colocação na elite do futebol pernambucano. Desde 2005, ano que disputou pela última vez a primeira divisão pernambucana, o clube se encontra licenciado das competições oficiais promovidas pela Federação Pernambucana de Futebol.

## História
O Itacuruba Sport Clube, foi fundado no dia 2 de agosto de 1987 numa pequena cidade do interior de Pernambuco, no município de Itacuruba. Com 14 anos de atividade, o clube disputou a terceira divisão estadual em 2001. Neste ano, veio o primeiro treinador profissional, Valdomiro Bezerra. O clube entrou na competição desconhecido e acabou se sagrando campeão. No ano seguinte, o clube se afiliou-se na federação pernambucana para disputar a segunda divisão pernambucana. Com uma campanha de 9 vitórias 4 empates e 5 derrotas, o clube sagrava-se campeão um anos após ter sido campeão da série A3, conseguindo seu segundo acesso consecutivo. No ano seguinte em 2003, o clube fez uma campanha regular e terminou o campeonato com 6 vitórias, 4 empates e 10 derrotas, terminando na sexta colocação geral e terceiro colocado no campeonato do interior.
No Campeonato Pernambucano de Futebol de 2004, o Itacuruba foi quarto colocado, e teve como protagonistas o artilheiro da competição, Kelson, com 14 gols marcados, e o lateral direito Daniel, que conseguiu entrar na seleção de 2004, lhe rendendo a oportunidade de disputar o Campeonato Brasileiro da 3ª Divisão do mesmo ano. O clube terminou na segunda colocação do seu grupo passando junto com o Porto de Caruaru, mais caiu diante do Treze da Paraíba na fase eliminatória e terminando a competição entre os 23 melhores clubes do país. No ano seguinte em 2005, foi o quinto colocado e apesar do clube ter tido uma boa campanha, esse foi o último campeonato oficial que o clube disputou após se profissionalizar, desde então o clube se licenciou da federação voltando ao amadorismo e jogando apenas campeonatos locais em Itacuruba. 

## Símbolos

### Mascote

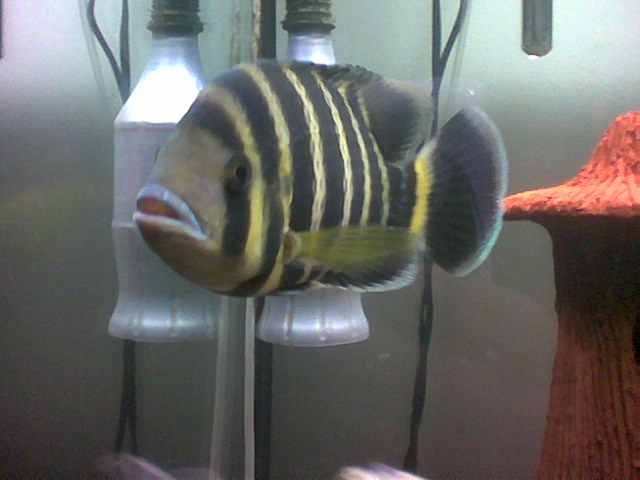
Tilápia em aquário.

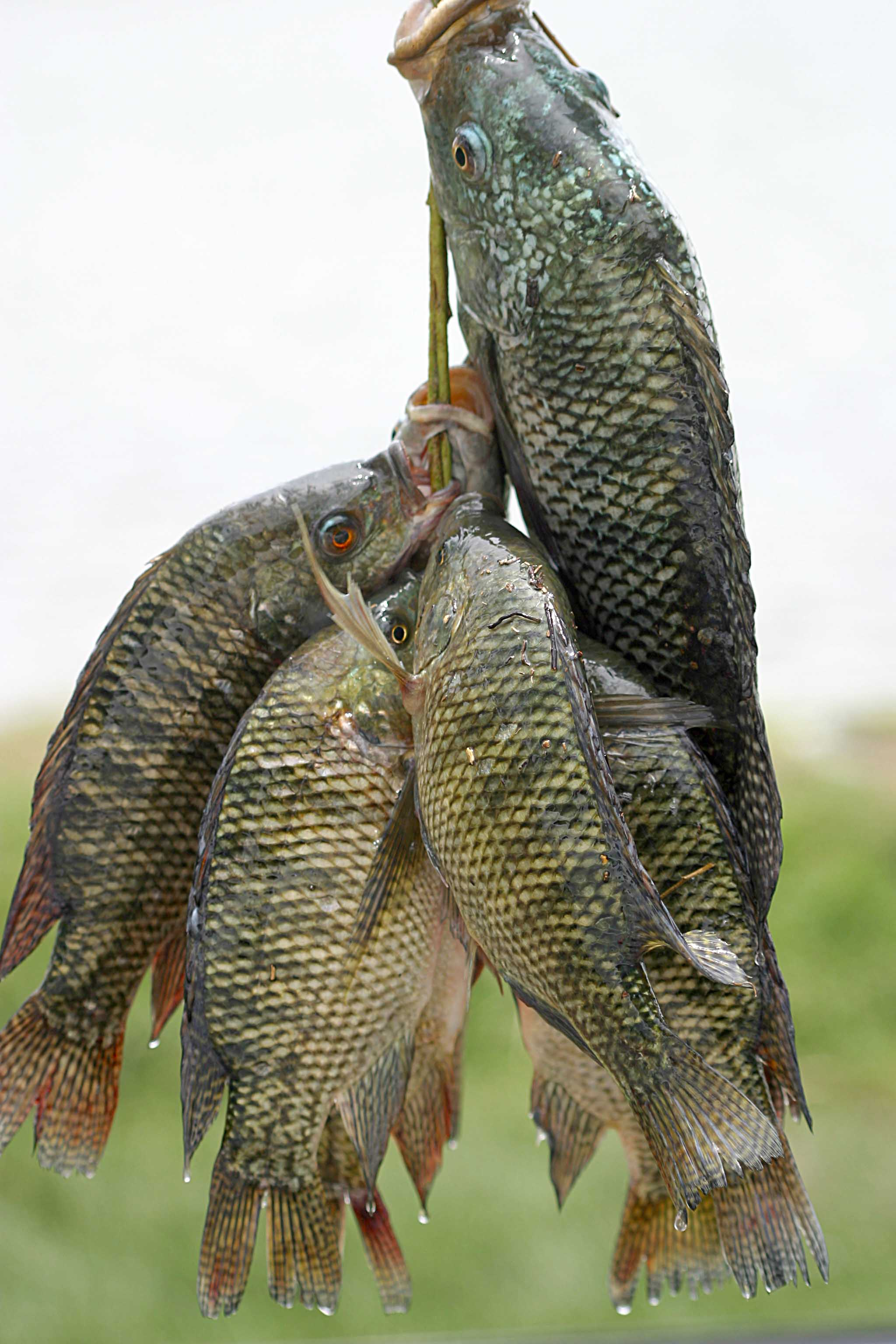
As tilápias são uma ótima iguaria.

O mascote oficial adotado pelo Itacuruba, é o peixe de água doce Tilapia. A tilapia ou Tilápia é um peixe muito abundante nos rios, riachos e lagos do estado de Pernambuco. A tilapia é um gênero de peixe da família Cichlidae.
Tilápias são fáceis de manter em aquário, já que lhes é suficiente o espaço neles. Elas se reproduzem facilmente e crescem rapidamente, mas são perigosos para qualquer outro peixe pequeno. A maioria das espécies são reprodutores de superfície mas alguns protegem a cria na boca. As tilápias são peixes criados para alimentação humana, sendo a sua carne bastante apreciada, pois é leve e saborosa. Em algumas regiões o peixe é colocado nos arrozais, depois de plantado o arroz, onde cresce até ao tamanho pronto para consumo(12–15 cm), na mesma época em que o arroz está pronto para a colheita. A tilápia é um excelente controle biológico para alguns problemas de infestações de plantas aquáticas. Eles preferem plantas aquáticas que flutuam, mas também consomem algumas algas fibrosas. É um peixe adaptável à água salgada.

### Uniformes

#### Uniformes dos jogadores
- Primeiro uniforme: Camisa vermelha com listras verticais pretas, calção preto e meias pretas.
- Segundo uniforme: Camisa branca com uma faixa horizontal bipartida em vermelho e preto, calção preto e meias vermelhas.

| Primeiro uniforme | Segundo uniforme |  |

## Títulos
| ESTADUAIS | ESTADUAIS                           | ESTADUAIS | ESTADUAIS  |
|           | Competição                          | Títulos   | Temporadas |
| --------- | ----------------------------------- | --------- | ---------- |
|           | Campeonato Pernambucano - Série A2  | 1         | 2002       |
|           | Campeonato Pernambucano - Série A3  | 1         | 2001       |
|           | Campeonato Pernambucano do Interior | 1         | 2004       |

## Estatísticas

### Campanhas de destaque
| Itacuruba Sport Clube              | Itacuruba Sport Clube | Itacuruba Sport Clube | Itacuruba Sport Clube | Itacuruba Sport Clube |
| Torneio                            | Campeão               | Vice-campeão          | Terceiro colocado     | Quarto colocado       |
| ---------------------------------- | --------------------- | --------------------- | --------------------- | --------------------- |
| Campeonato Brasileiro - Série C    | 0 (não possui)        | 0 (não possui)        | 0 (não possui)        | 0 (não possui)        |
| Campeonato Pernambucano            | 0 (não possui)        | 0 (não possui)        | 0 (não possui)        | 1 (2004)              |
| Campeonato Pernambucano - Série A2 | 1 (2002)              | 0 (não possui)        | 0 (não possui)        | 0 (não possui)        |
| Campeonato Pernambucano - Série A3 | 1 (2001)              | 0 (não possui)        | 0 (não possui)        | 0 (não possui)        |

### Participações
| Competição | Competição                         | Temporadas | Melhor campanha | Estreia | Última | P | R |
| Pernambuco | Campeonato Pernambucano            | 3          | 4º lugar        | 2003    | 2005   |   | – |
| Pernambuco | Campeonato Pernambucano - Série A2 | 1          | Campeão (2002)  | 2002    | 2002   | 1 | – |
| Pernambuco | Campeonato Pernambucano - Série A3 | 1          | Campeão (2001)  | 2001    | 2001   | 1 | – |
| Brasil     | Campeonato Brasileiro - Série C    | 1          | 2ª Fase         | 2004    | 2004   | – | – |

## Ídolos
Ao longo de sua história, o Itacuruba sempre contou com jogadores e técnicos de grande expressão nacional, que contribuíram para as inúmeras conquistas da equipe no futebol pernambucano e brasileiro. Dentre eles destacam-se os jogadores Kélson, que foi o artilheiro do Pernambucano de 2004 e o lateral direito Daniel, que conseguiu entrar na seleção do campeonato do mesmo ano.
Jogadores famosos
- Rigoberto
- Guêba
- Sandro Miguel
- Alan Rocha
- Marcelo Cavalo

## Partidas históricas
A seguir algumas das partidas mais importantes da história do futebol do papão.
Terceira divisão Pernambucana  - Edição de 2001
O Itacuruba conquistava seu primeiro título oficial na sua história. Com essa conquista, o clube pode se profissionalizar e se afiliar na Federação Pernambucana de Futebol, sendo promovido a segunda divisão.
Itacuruba 2 a 0 Íbis (7 de julho de 2002)
Essa foi a partida final do Quadrangular Final do Campeonato Pernambucano - Série A2 de 2002. O Itacuruba acabou sendo campeão dessa edição.